# Torredembarra
Torredembarra – gmina w Hiszpanii, w prowincji Tarragona, w Katalonii, o powierzchni 8,66 km². W 2011 roku gmina liczyła 15 310 mieszkańców.

## Współpraca
- Villars, Francja
- Halberstadt, Niemcy